# Jakob Kolletschka
Jakob Kolletschka (ur. 4 lipca 1803 w Bělá, zm. 13 marca 1847 w Wiedniu) – profesor medycyny sądowej w wiedeńskim Allgemeines Krankenhaus. 
Po studiach na Uniwersytecie Wiedeńskim uzyskał doktorat w 1836, został asystentem patologa Carla Rokitansky'ego. Od 1843 (aż do śmierci z powodu infekcji septycznej w wyniku urazu palca podczas sekcji) Kolletschka pełnił funkcję profesora farmakologii państwowej na Uniwersytecie Wiedeńskim. Jego tragiczna śmierć przyczyniła się do odkrycia przez Semmelweisa przyczyny tzw. gorączki połogowej. Pochowany na Cmentarzu św. Marka w Wiedniu.